# Sasquatch Sunset
Sasquatch Sunset è un film del 2024 diretto da Nathan e David Zellner.

## Produzione
Nell'agosto 2022 Jesse Eisenberg ha annunciato di essersi unito al cast di un film diretto dai fratelli Zellner.

## Promozione
Il primo trailer è stato diffuso il 13 febbraio 2024.

## Distribuzione
Il film è stato presentato in anteprima mondiale il 19 gennaio 2024 al Sundance Film Festival e successivamente viene riproposto anche nella sezione "Special" della 74ª edizione del Festival internazionale del cinema di Berlino il 19 febbraio 2024. La distribuzione limitata nelle sale statunitensi è prevista per il 12 aprile dello stesso anno.

## Accoglienza
L'aggregatore di recensioni Rotten Tomatoes riporta il 76% di recensioni positive, con un punteggio medio di 7,1 su 10 basato sul consenso di 21 critici.